# Clavelina miniata
Clavelina miniata is een zakpijpensoort uit de familie van de Clavelinidae. De wetenschappelijke naam van de soort is voor het eerst geldig gepubliceerd in 1973 door Watanabe & Tokioka.